# Клития
Клития (др.-греч. Κλυτία) — персонаж греческой мифологии. Возможно, океанида, дочь Океана и Тефиды.

Клития — нимфа, любовь которой отверг бог Аполлон. Страдая от его равнодушия, в слезах, она постоянно следила за солнечным диском. Она перестала есть и пить. Только роса смачивала иногда губы несчастной. Нимфа превратилась наконец в цветок подсолнечника, поворачивающего свою головку вслед за солнцем.
— Современный словарь-справочник: Античный мир. Сост. М.И.Умнов. М.: Олимп, АСТ, 2000
Влюбилась в Гелиоса, но была отвергнута им. Рассказала о любви Гелиоса к Левкофое её отцу Орхаму, повелителю Ахемении, который закопал Левкофою в землю. Клития умерла от голода и превратилась в цветок гелиотроп.
У позднейших авторов (из-за общего отождествления Аполлона с солнцем) возлюбленная Аполлона, которая, оставленная им, умерла от тоски и, по «Метаморфозам» Овидия, была превращена в цветок.

## В культуре
Знаменитый мраморный бюст в Британском музее в Лондоне, носящий имя Клитии, на самом деле — портрет неизвестной римлянки. В честь Клитии назван астероид (73) Клития, открытый в 1862 году. Последняя картина британского художника Фредерика Лейтона — «Клития» (англ. «Clytie», 1895—1896, Дом-музей Лейтона). На ней изображена его возлюбленная — драматическая актриса и натурщица Дороти Дин.